# 红眉火尾雀
红眉火尾雀（学名：Neochmia temporalis），是梅花雀科星雀属的一种，为法属波利尼西亚（引进种）和澳大利亚的特有种。全球活动范围约为1,070,000平方千米。该物种的保护状况被评为无危。
红眉火尾雀的平均体重约为11.2克。栖息地包括亚热带或热带的红树林、亚热带或热带的旱林和干燥的稀树草原。